# Aristolochia didyma
Aristolochia didyma S.Moore – gatunek rośliny z rodziny kokornakowatych (Aristolochiaceae Juss.). Występuje naturalnie w Panamie, Ekwadorze, Peru, Gujanie Francuskiej i Brazylii (w stanach Acre, Amazonas, Pará, Rondônia oraz Mato Grosso).

## Morfologia
PokrójBylina pnąca o owłosionych pędach.
LiścieMają prawie kulisty kształt. Mają 12 cm długości oraz 10 cm szerokości. Nasada liścia ma sercowaty kształt. Z tępym wierzchołkiem. Ogonek liściowy lub owłosiony.
KwiatyPojedyncze. Mają 5–7 cm długości.
OwoceTorebki o jajowatym kształcie. Mają 3–5 cm długości.